# Ophiopsila bispinosa
Ophiopsila bispinosa is een slangster uit de familie Ophiocomidae.
De wetenschappelijke naam van de soort werd in 1974 gepubliceerd door Ailsa McGown Clark.